# Biserica de lemn din Hobița

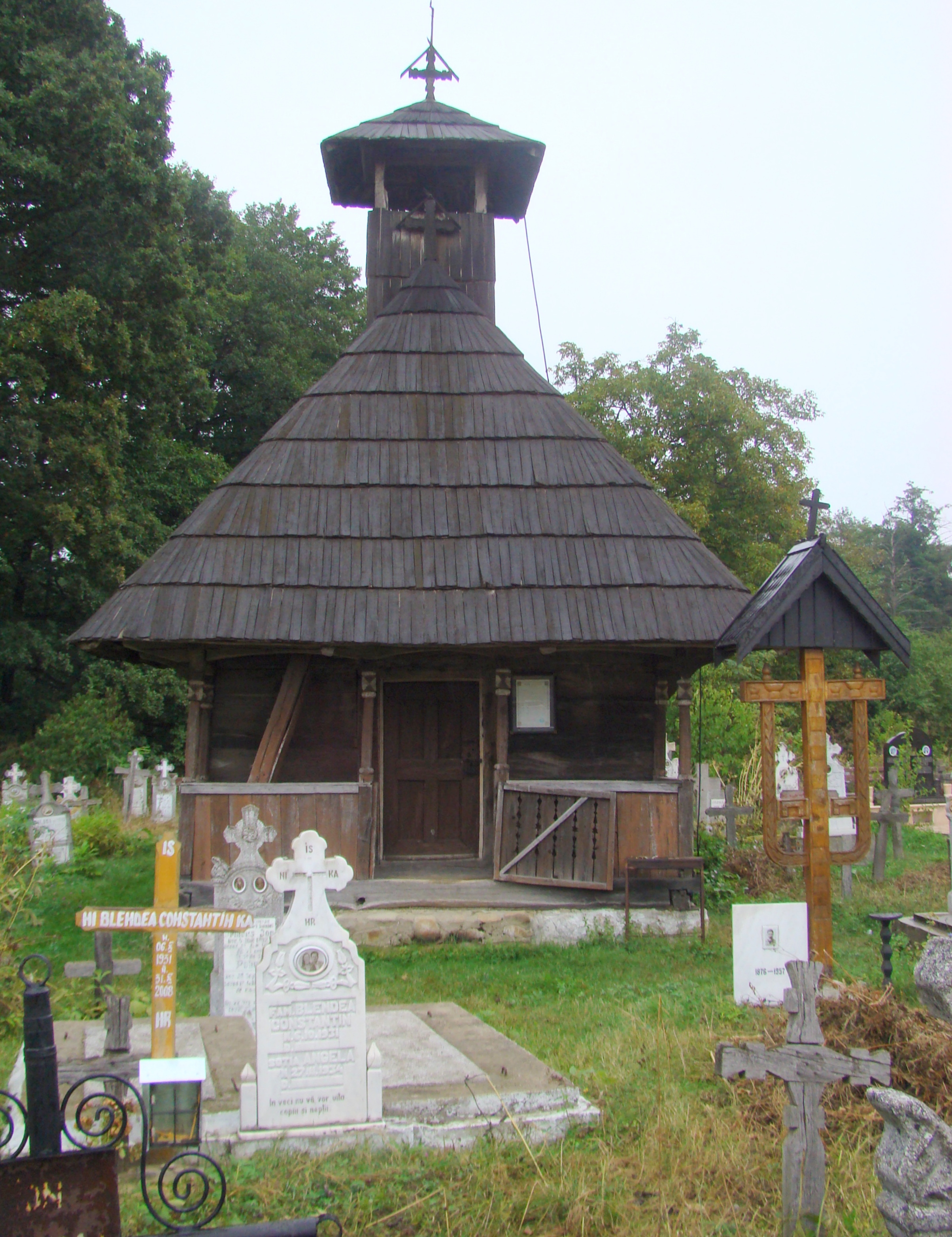
Biserica de lemn „Intrarea în Biserică” din Hobiţa, comuna Peştişani, județul Gorj, foto: septembrie 2009, ploaie torențială.

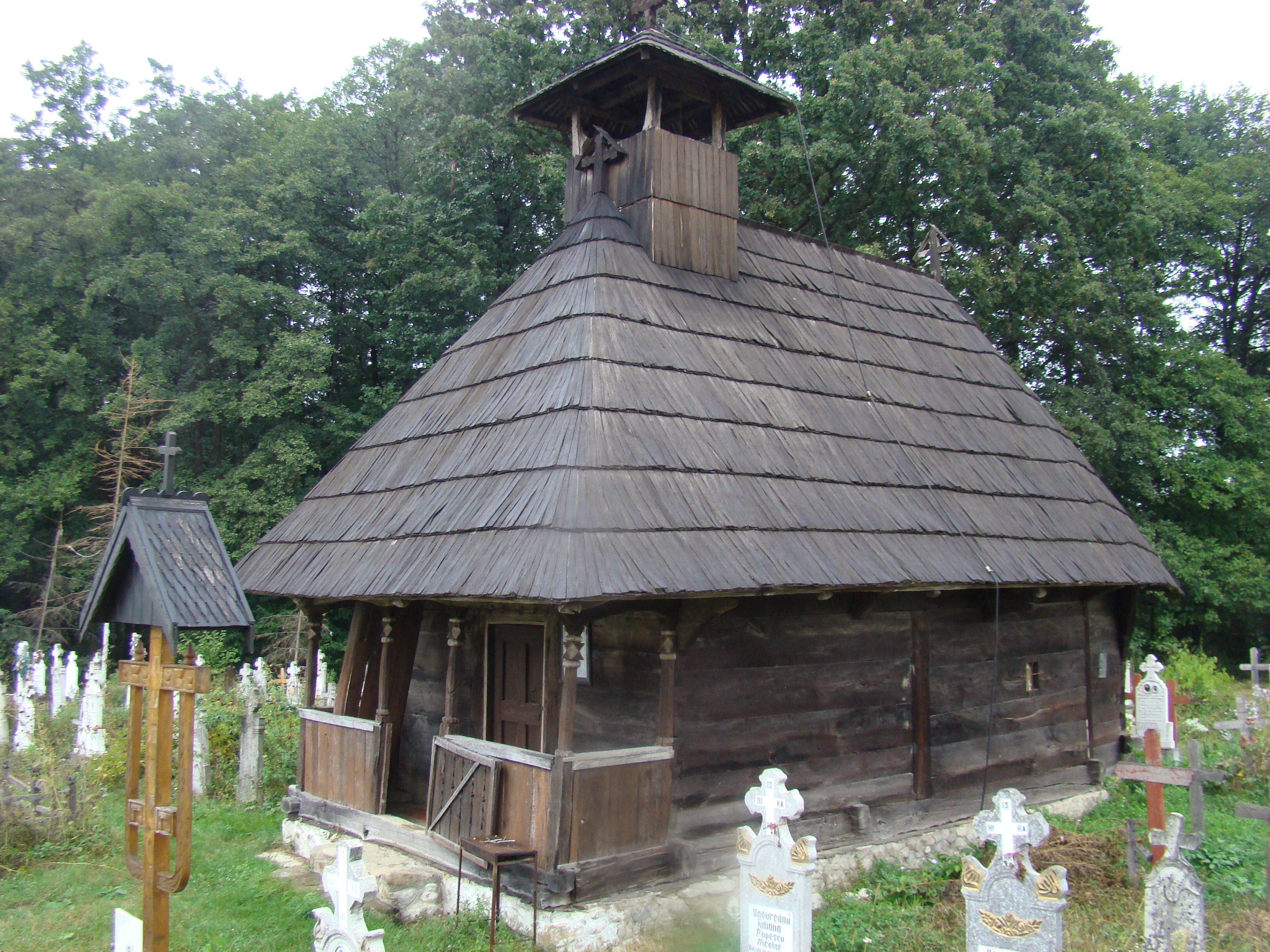
Biserica (sud-vest)

Biserica de lemn din Hobița, comuna Peștișani, județul Gorj, a fost construită în 1829. Are hramul „Intrarea în Biserică”. Biserica se află pe noua listă a monumentelor istorice sub codul LMI:  GJ-II-m-B-09312.

## Istoric și trăsături
Un document din 1840 arată că la Hobița (Ohabița) erau două biserici de lemn, și anume: „Intrarea în Biserică” construită în 1775 și apoi refăcută în 1829 și o biserică cu același hram construită în 1815. Aceasta din urmă nu mai există, însă s-a ridicat pe locul acesteia o biserică de zid în anul 1922 având ca hram „Sf.Dumitru”. Biserica monument se găsește pe malul drept al râului Bistrița, la circa 800 de metri sud de biserica parohială „Sfântul Dumitru”. Ea a fost construită în anii 1774-1775, din lemn, însă în timpul revoluției lui Tudor Vladimirescu din 1821, biserica a fost arsă de către turci, drept răzbunare că din acest sat a existat un pandur pe nume Lupu. La 8 ani după acest dezastru, în 1829, biserica a fost reconstruită pe același loc, tot din lemn, și a funcționat mulți ani. Cărțile au fost achiziționate din Târgul Cărbuneștilor cu contribuția enoriașilor de către părintele Stanciu Nicolae și domnul Vintilă Lolescu. Unul din ctitorii bisericii este și bunicul sculptorului Brâncuși, anume Ion Brâncuși. De menționat că numele Brâncuși apare pentru prima dată. Pictura bisericii a fost executată de către diaconul Zamfir din Găvănești, scriind pisania pe o pânză aplicată în tindă care din păcate nu mai există. Există, însă, o mică însemnare pe catapeteasmă scrisă de pictor exact deasupra ușilor împărătești. Pictura este sacră, în altar fiind o singură icoană, iar în naos sunt numai patru icoane. Biserica are formă de corabie. A fost restaurată de statul român în 1969.

## Imagini din exterior

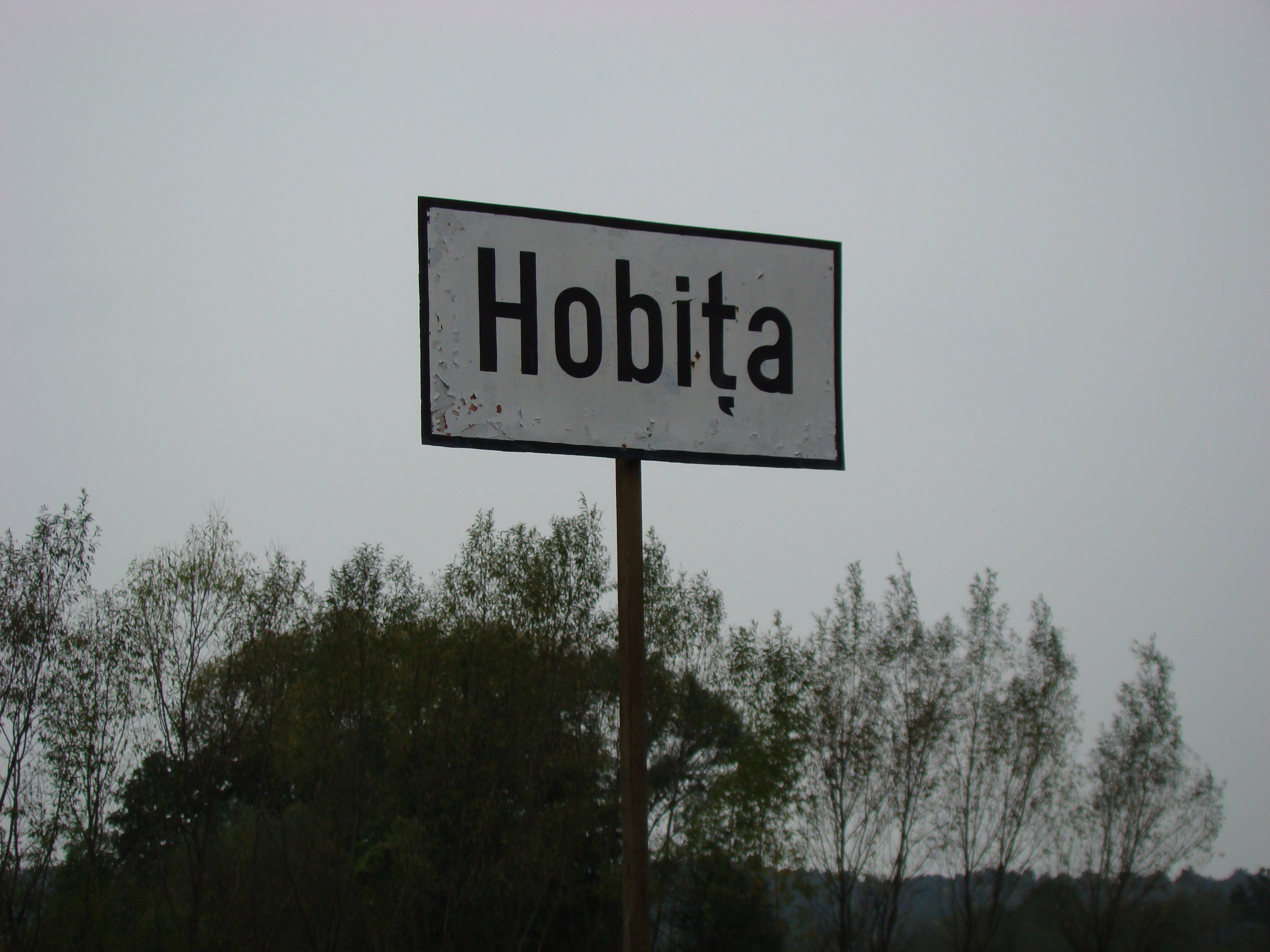
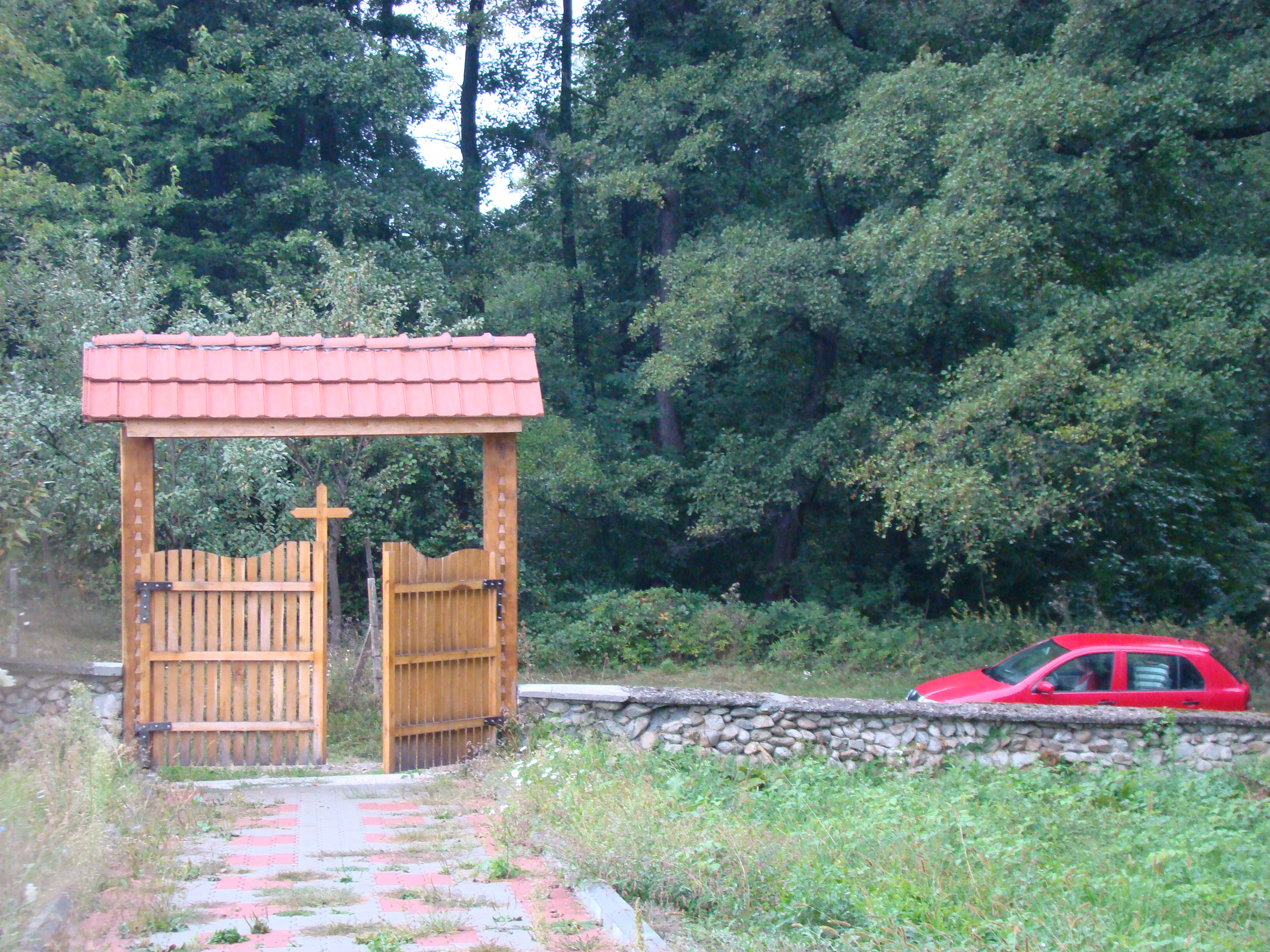
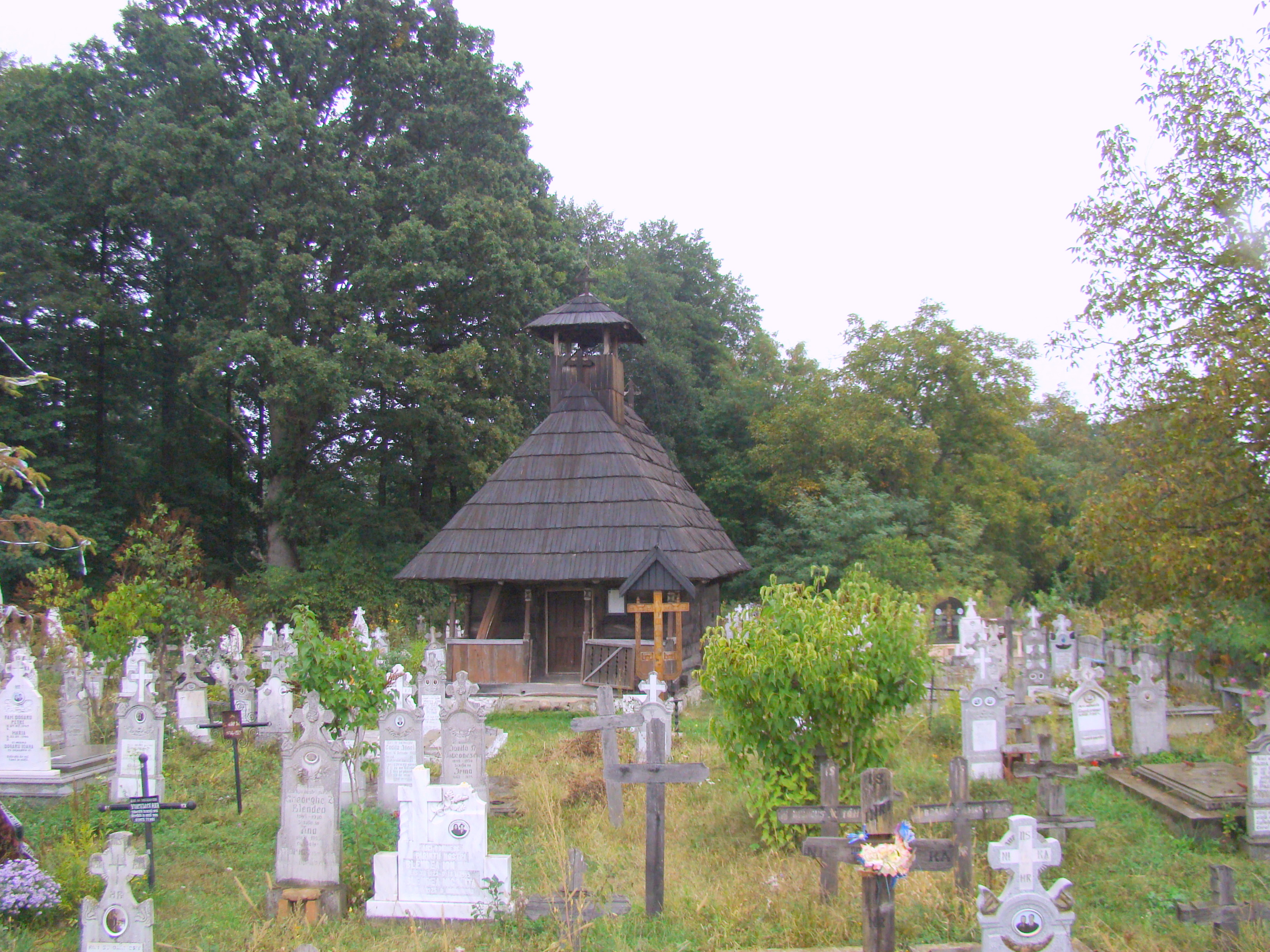
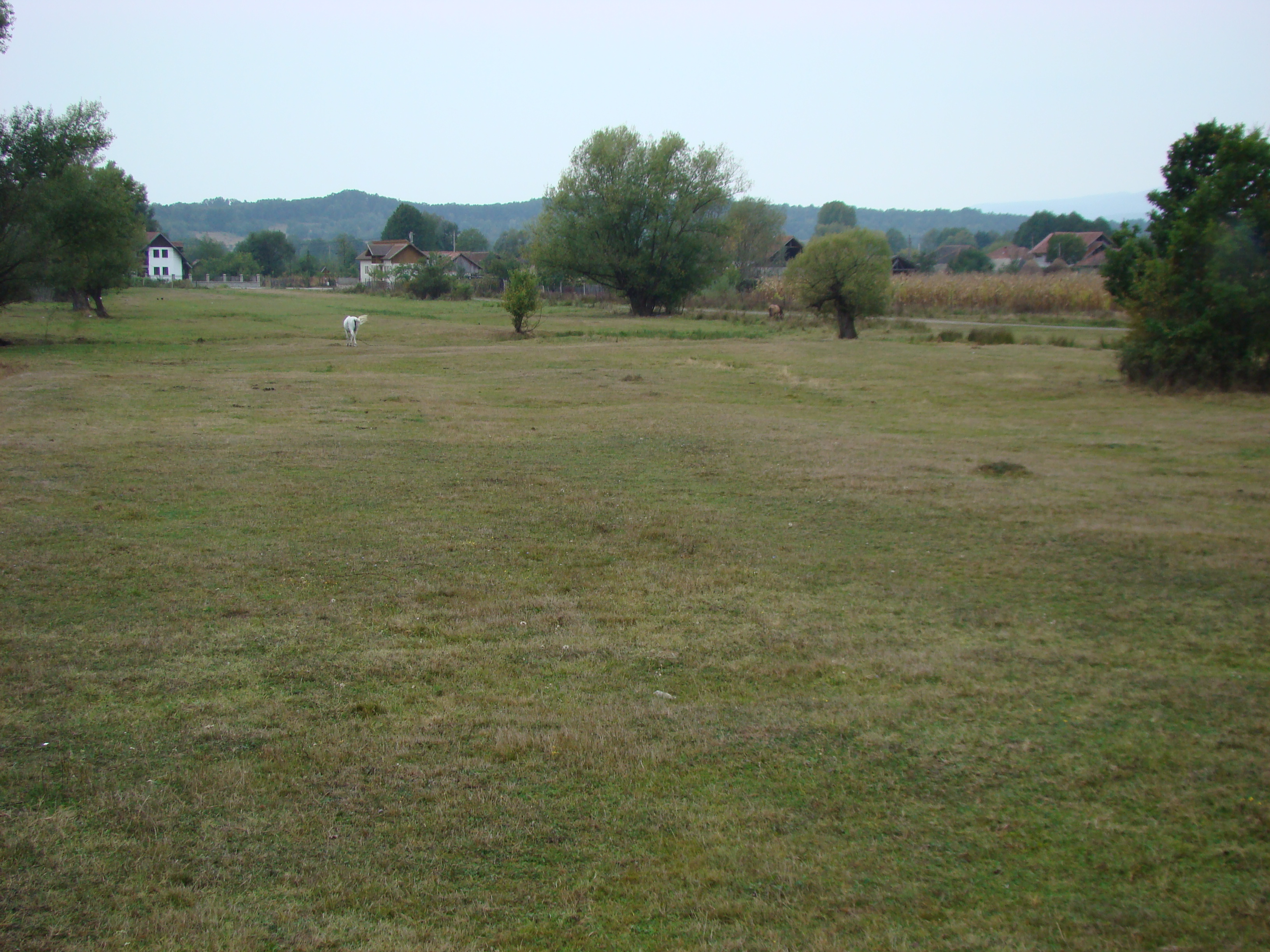
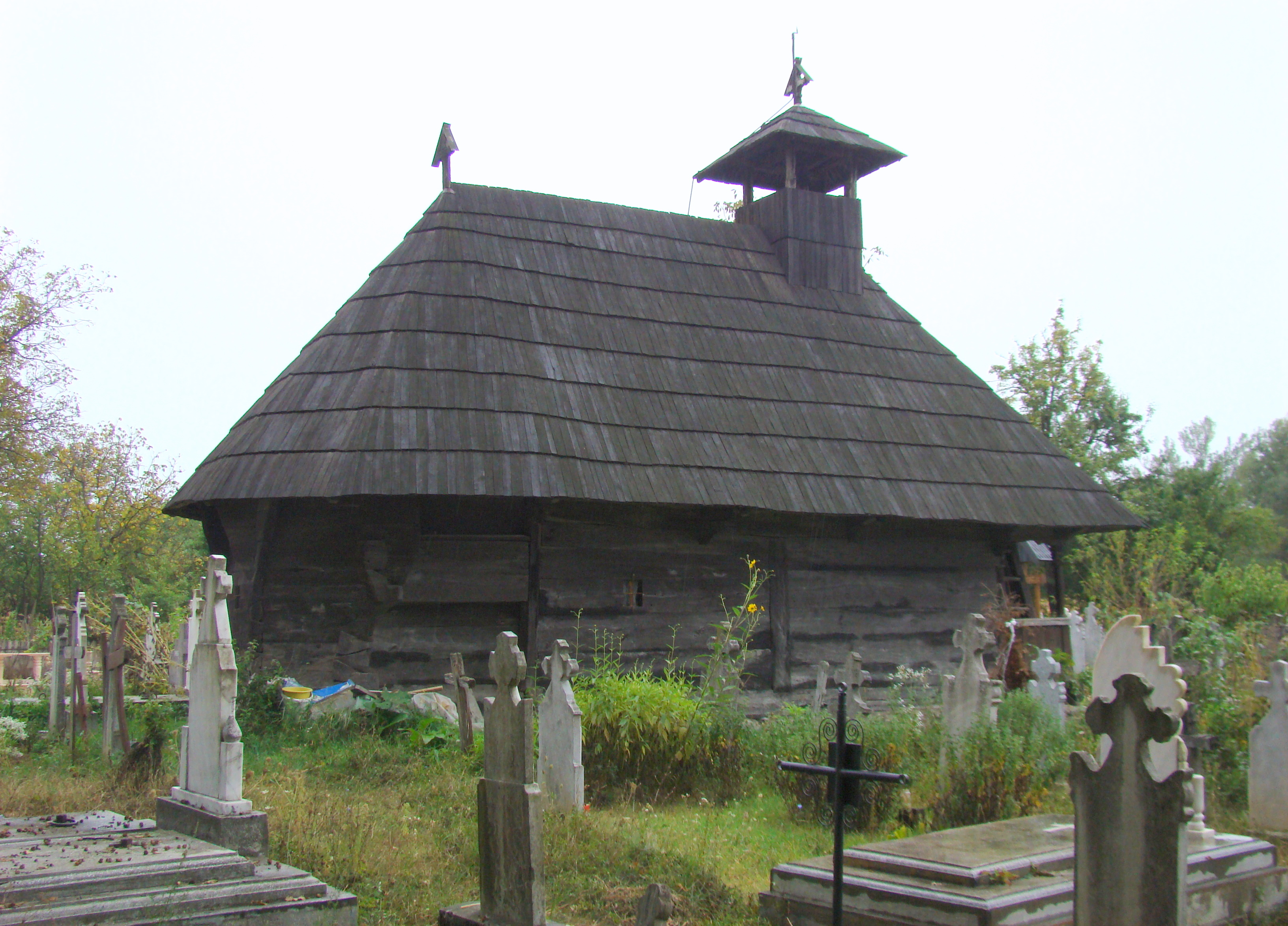
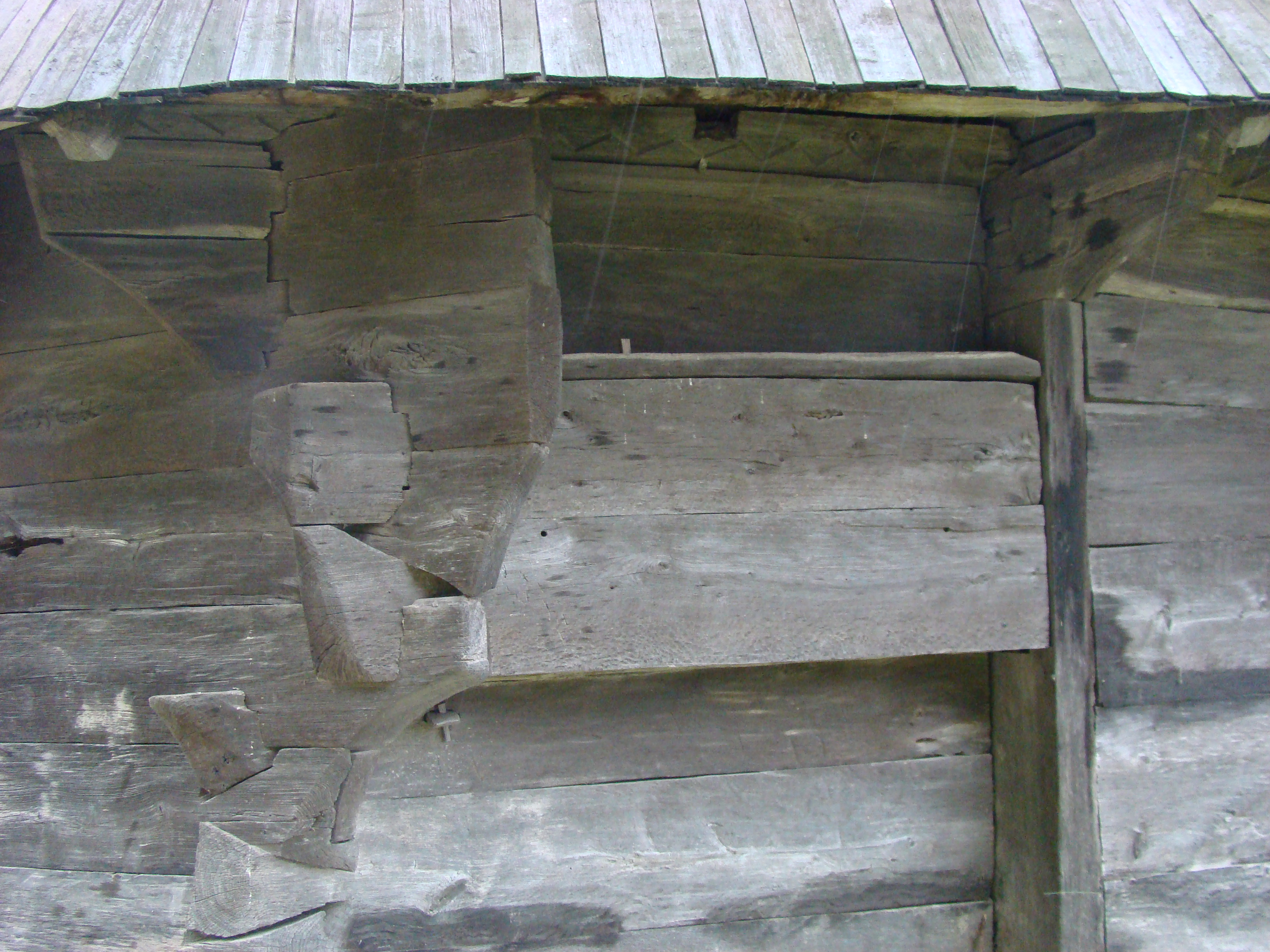
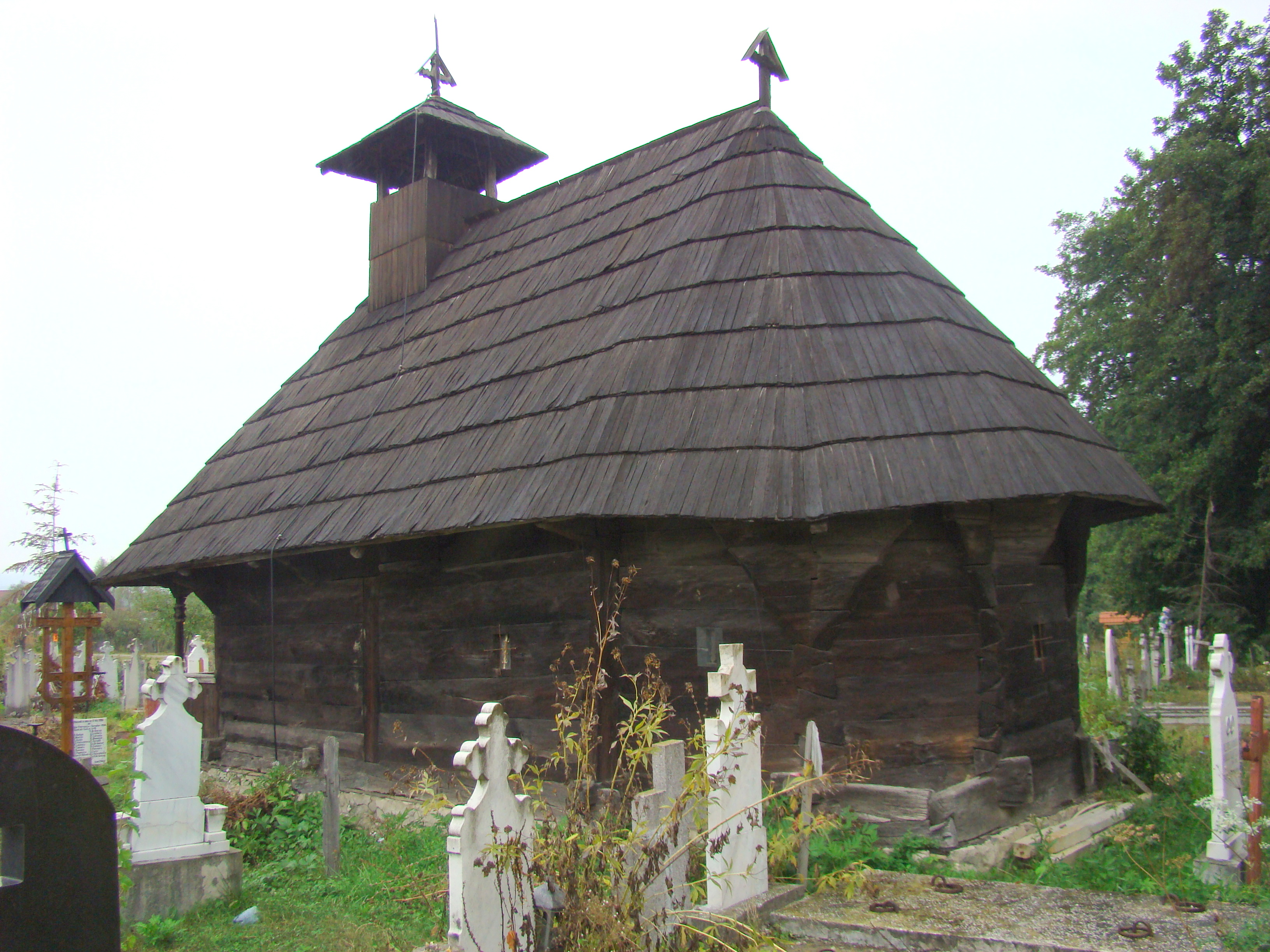
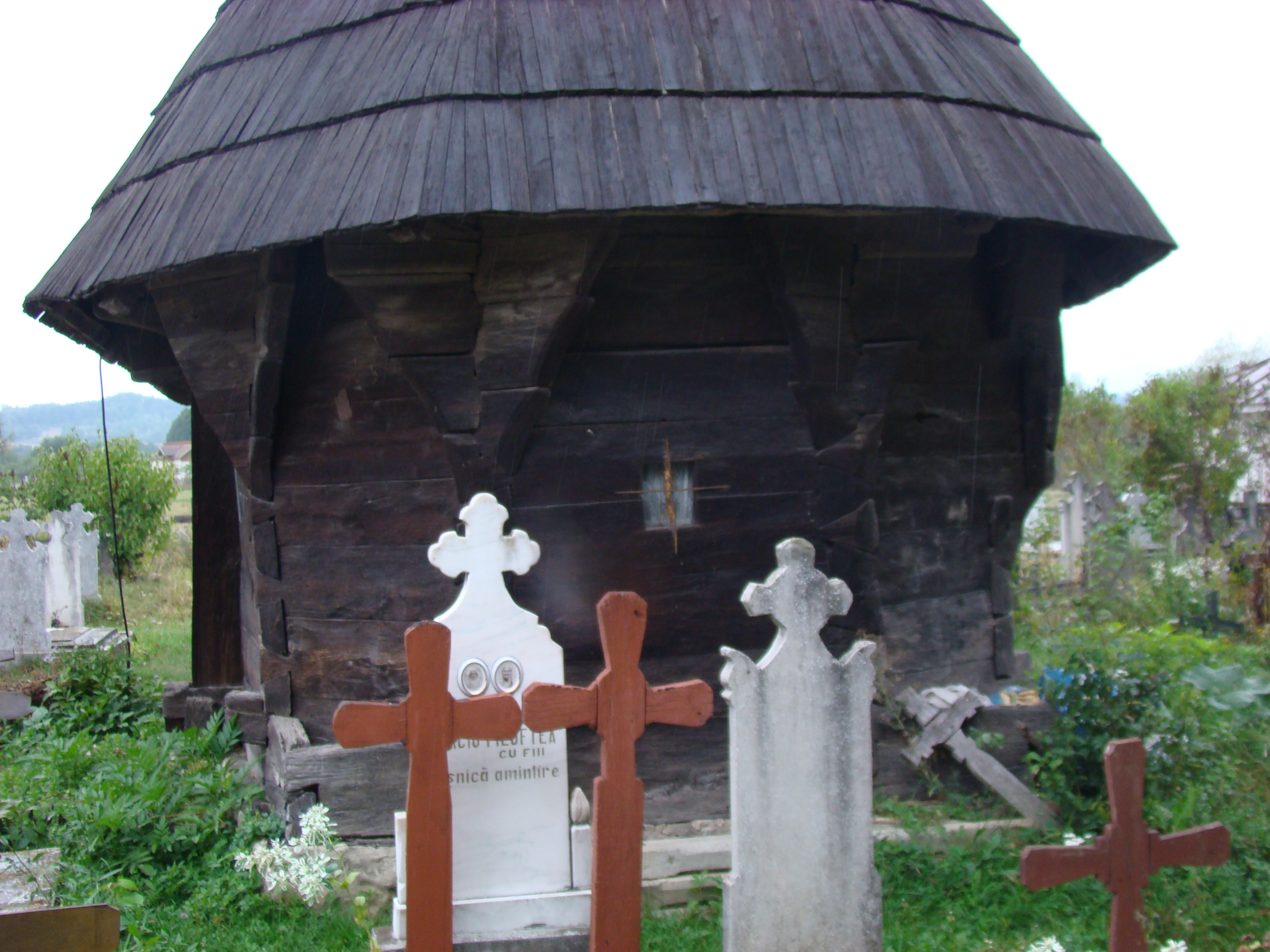
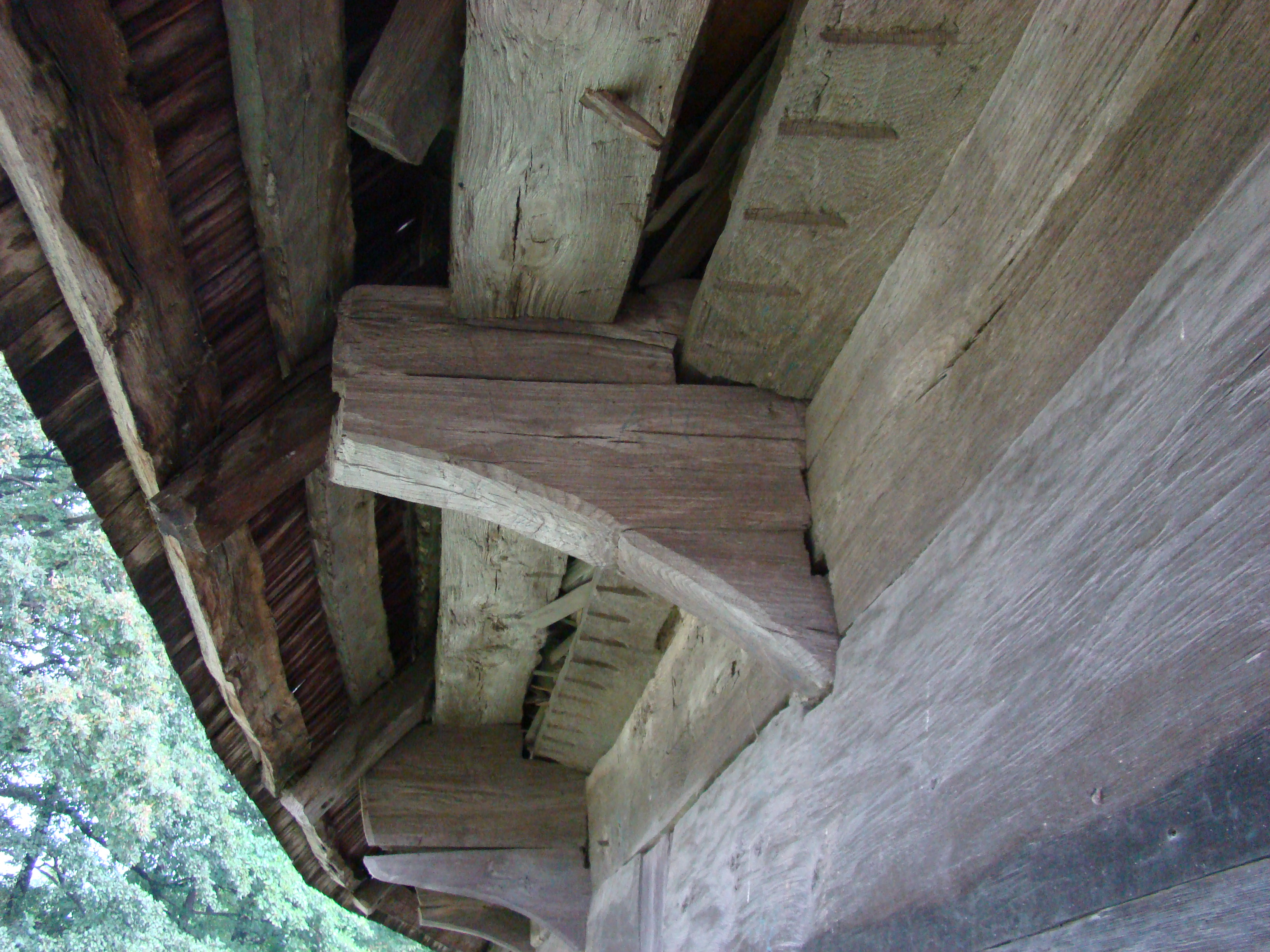
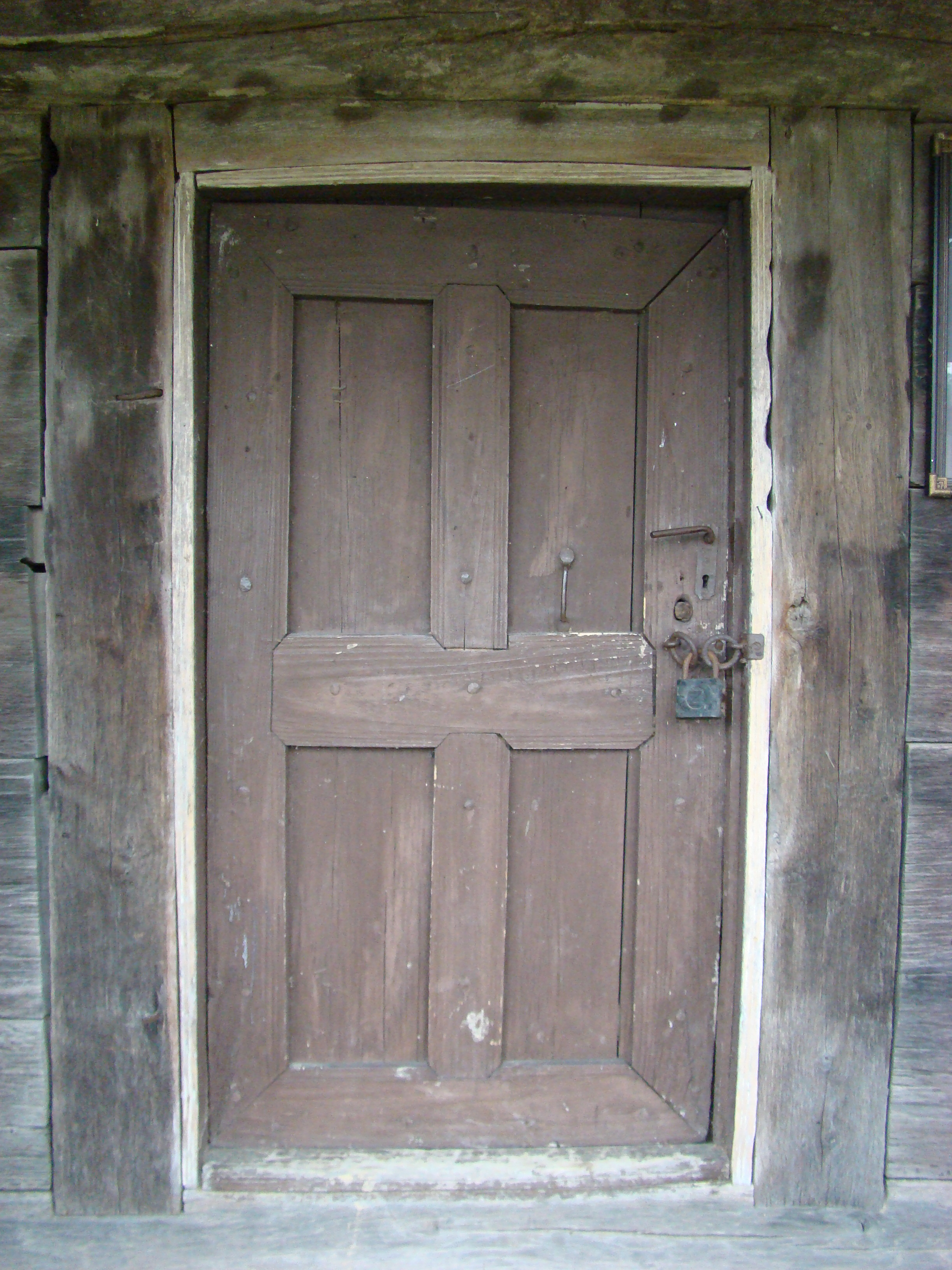
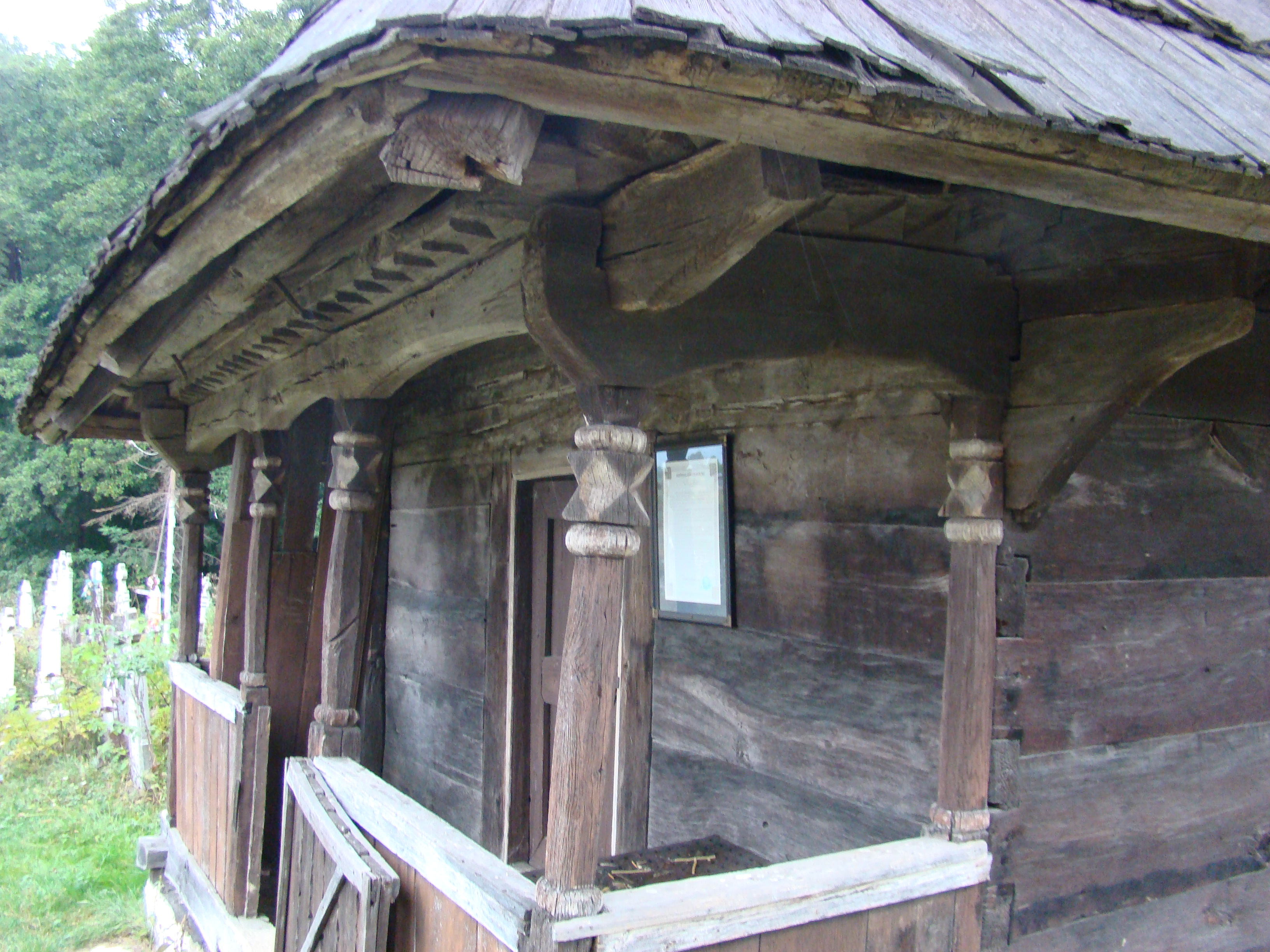
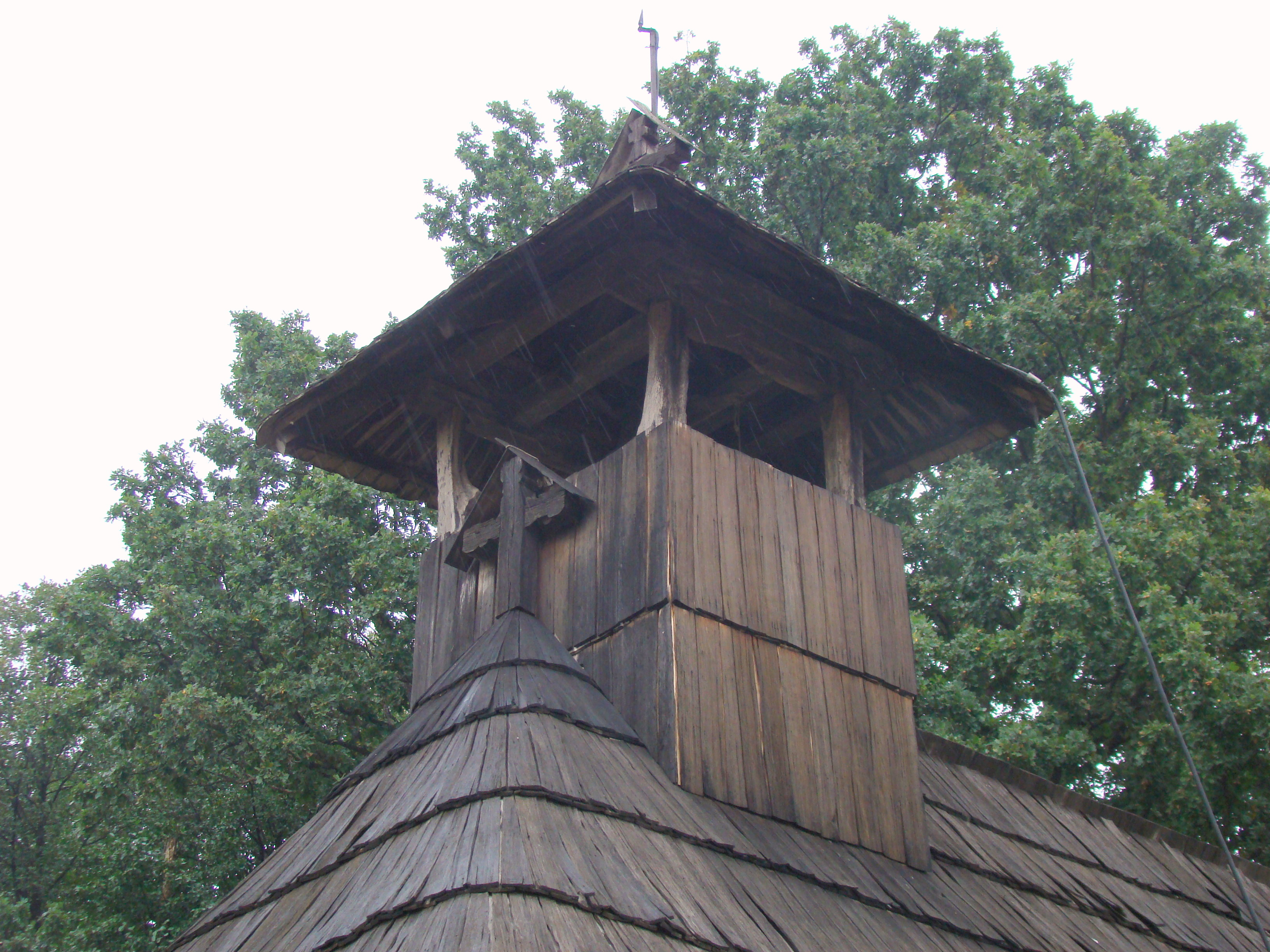
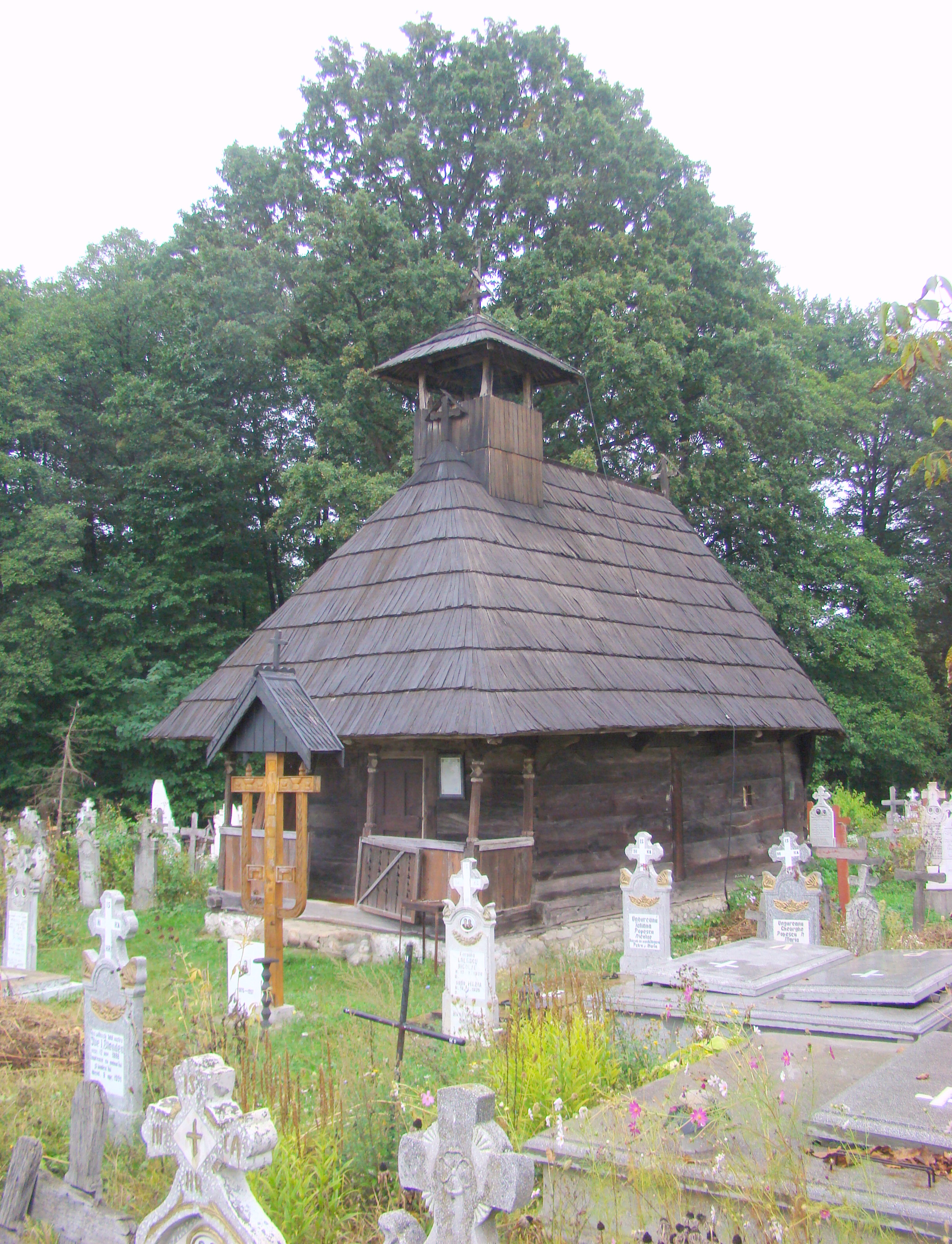
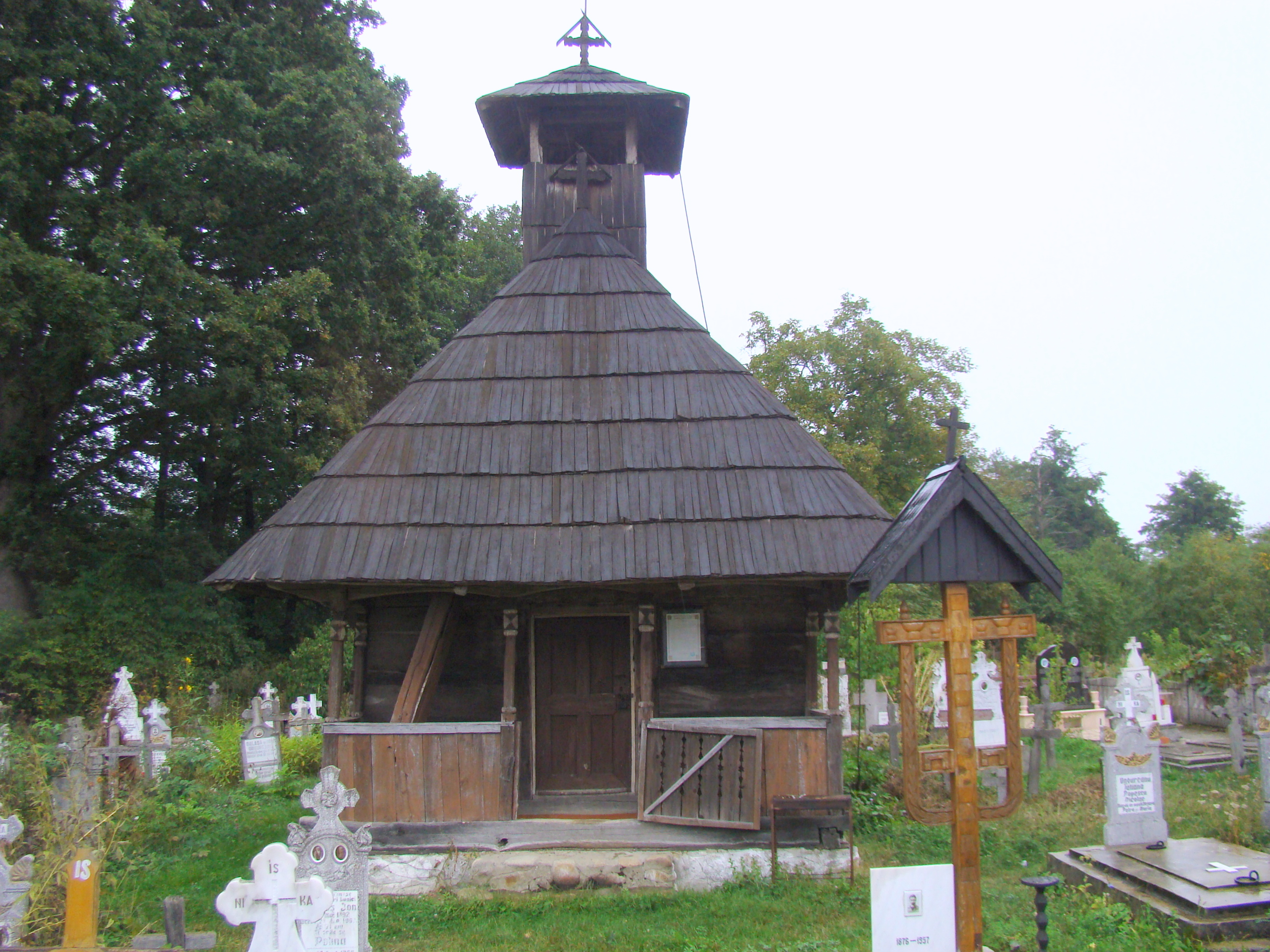
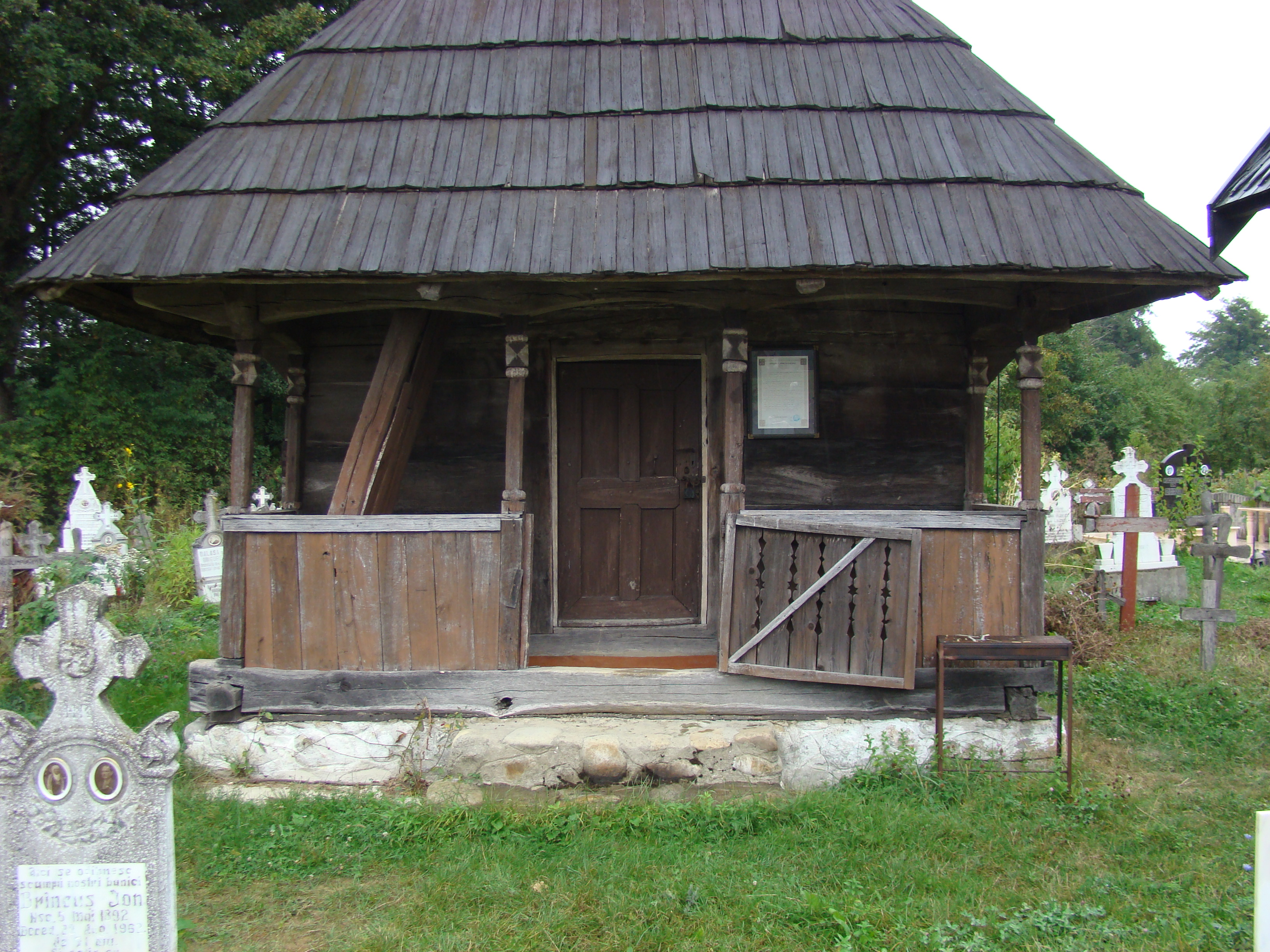
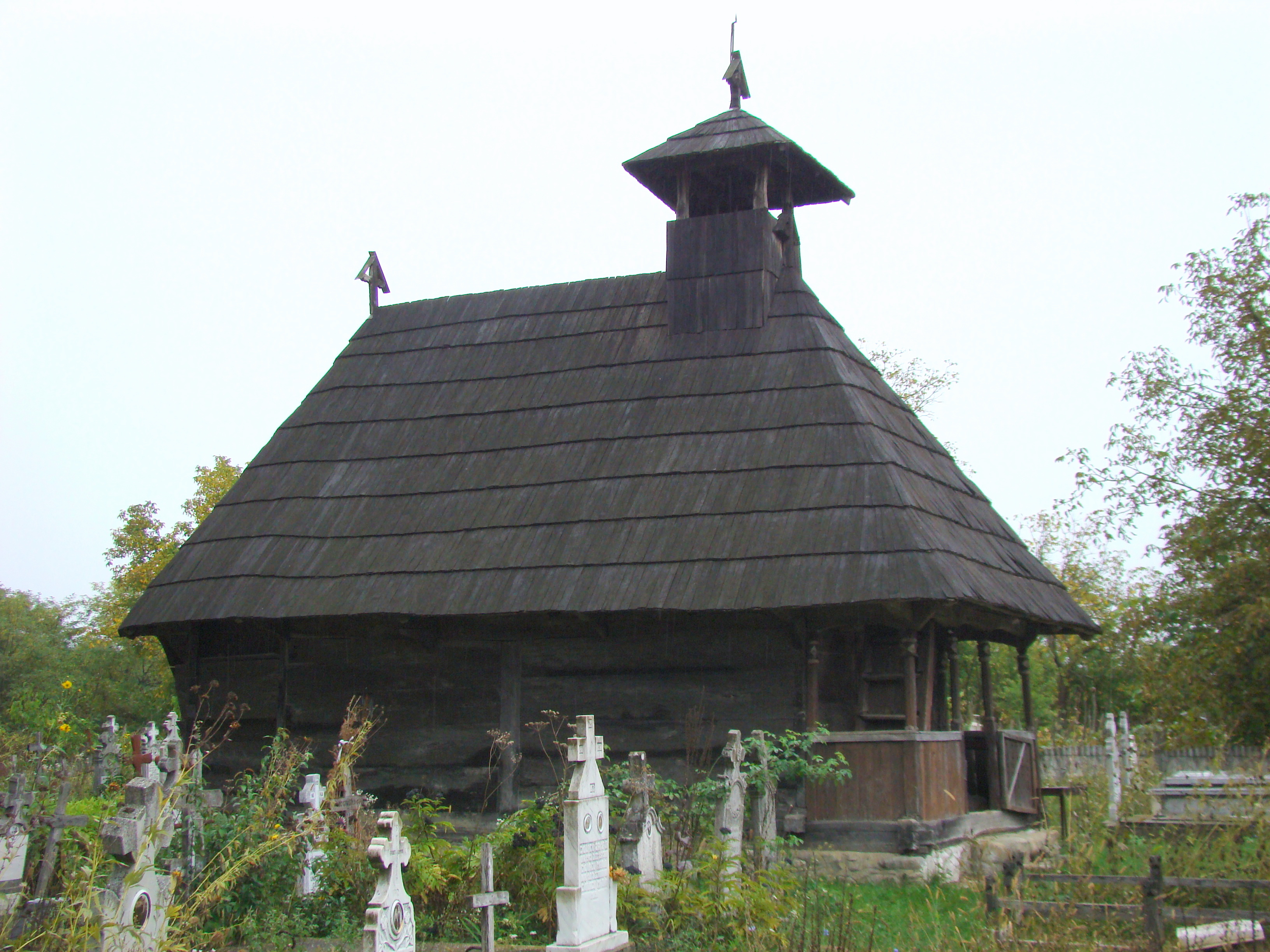
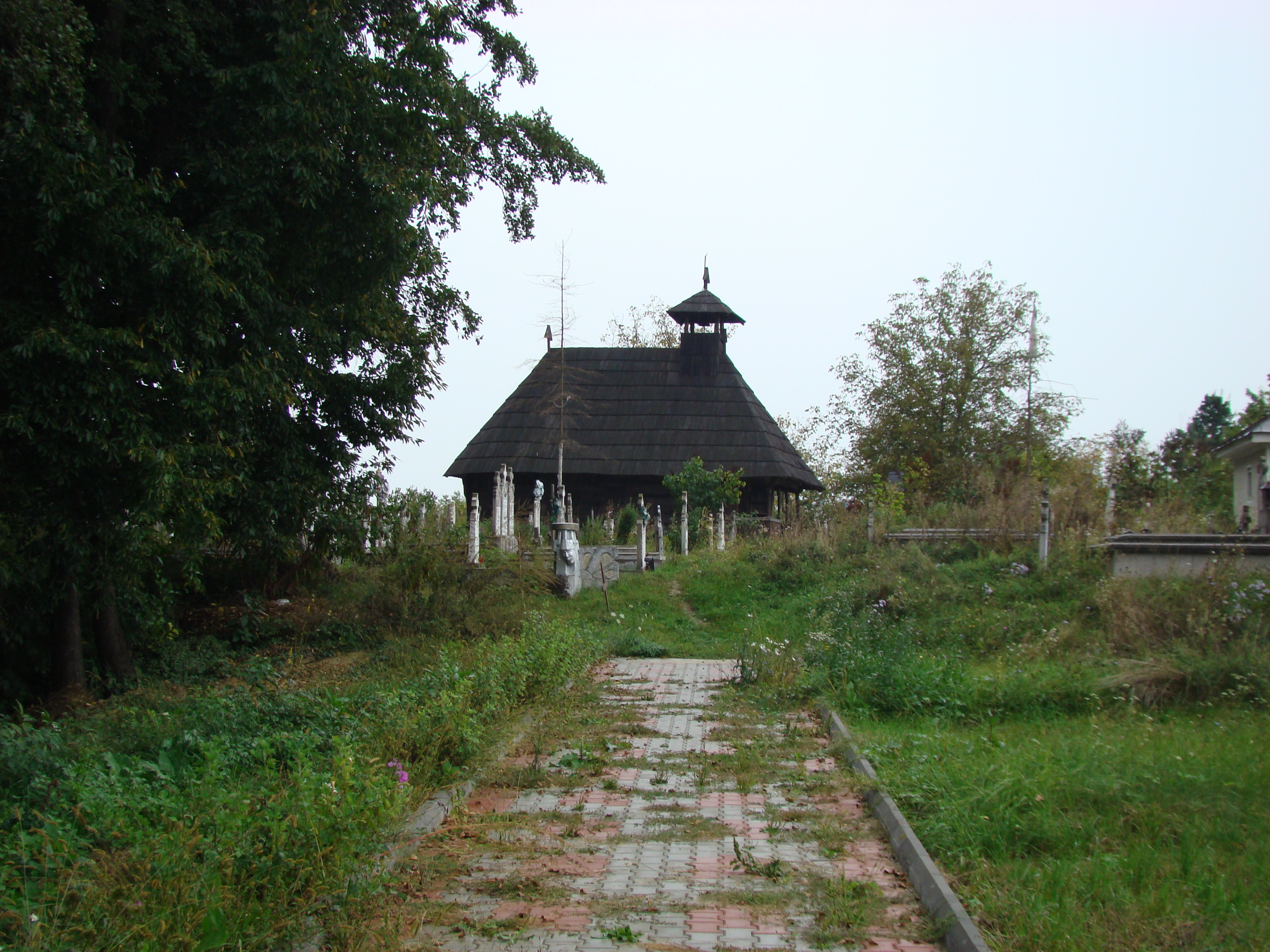

## Casa memorială Constantin Brâncuși din Hobița

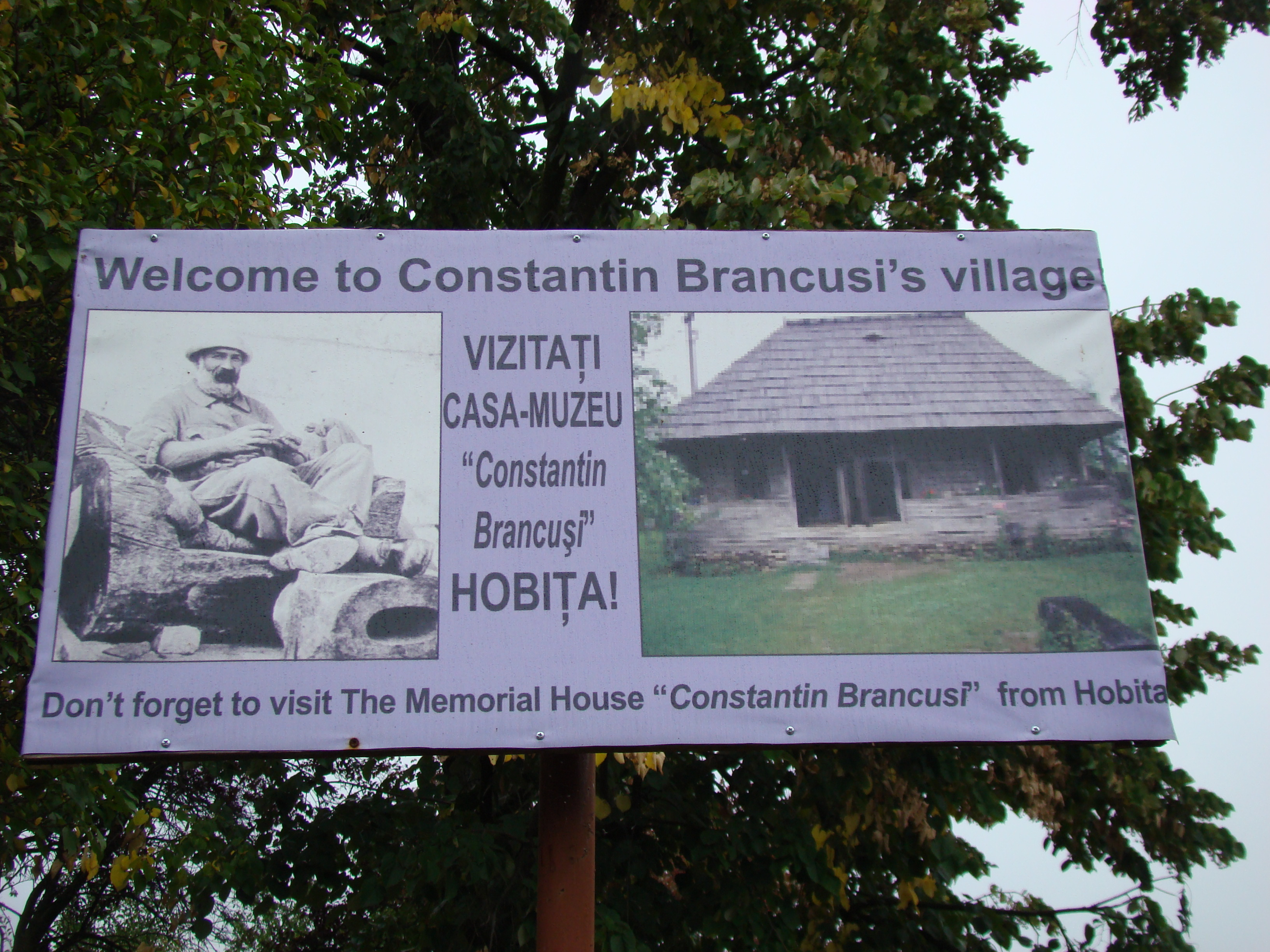
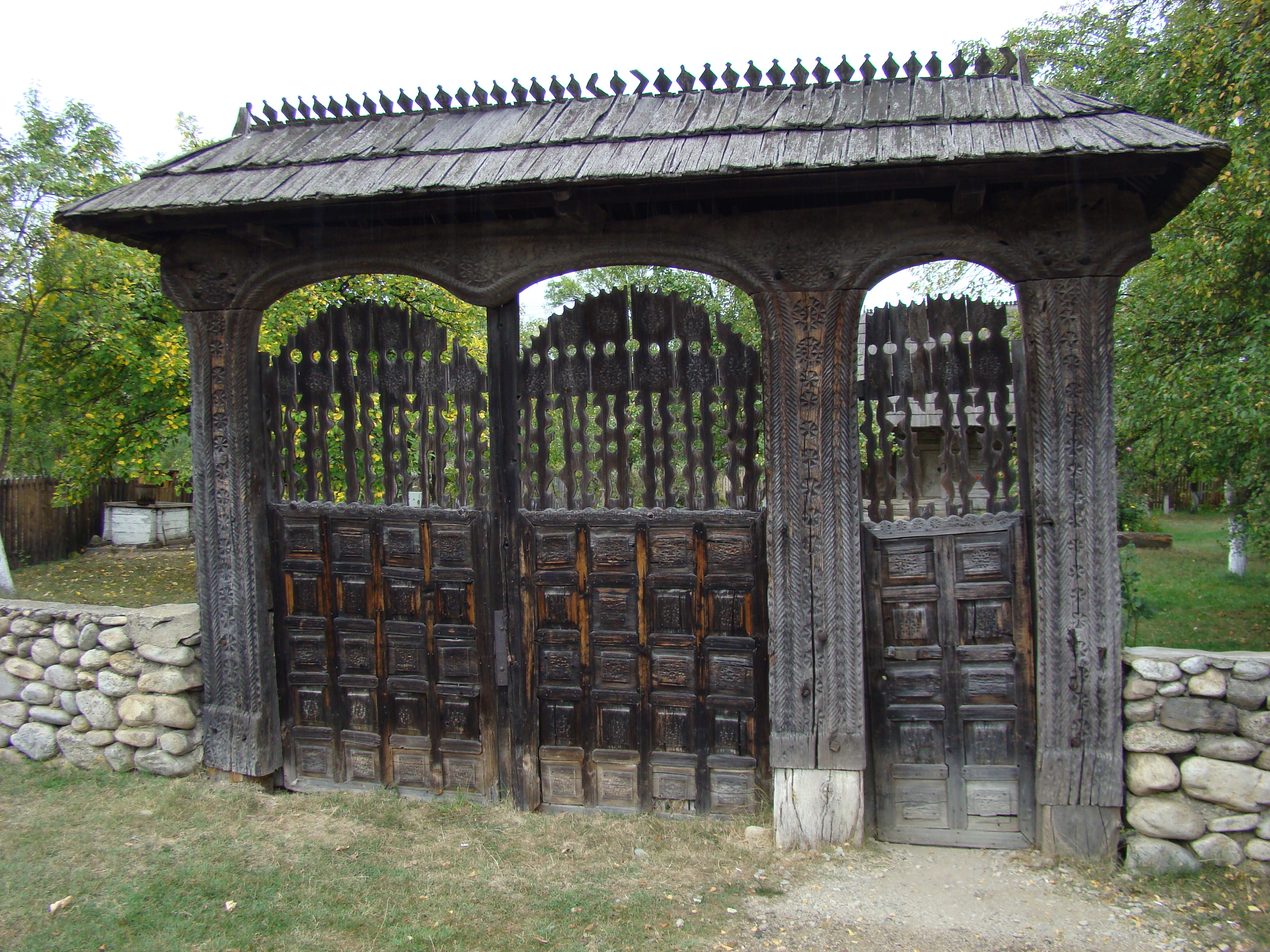
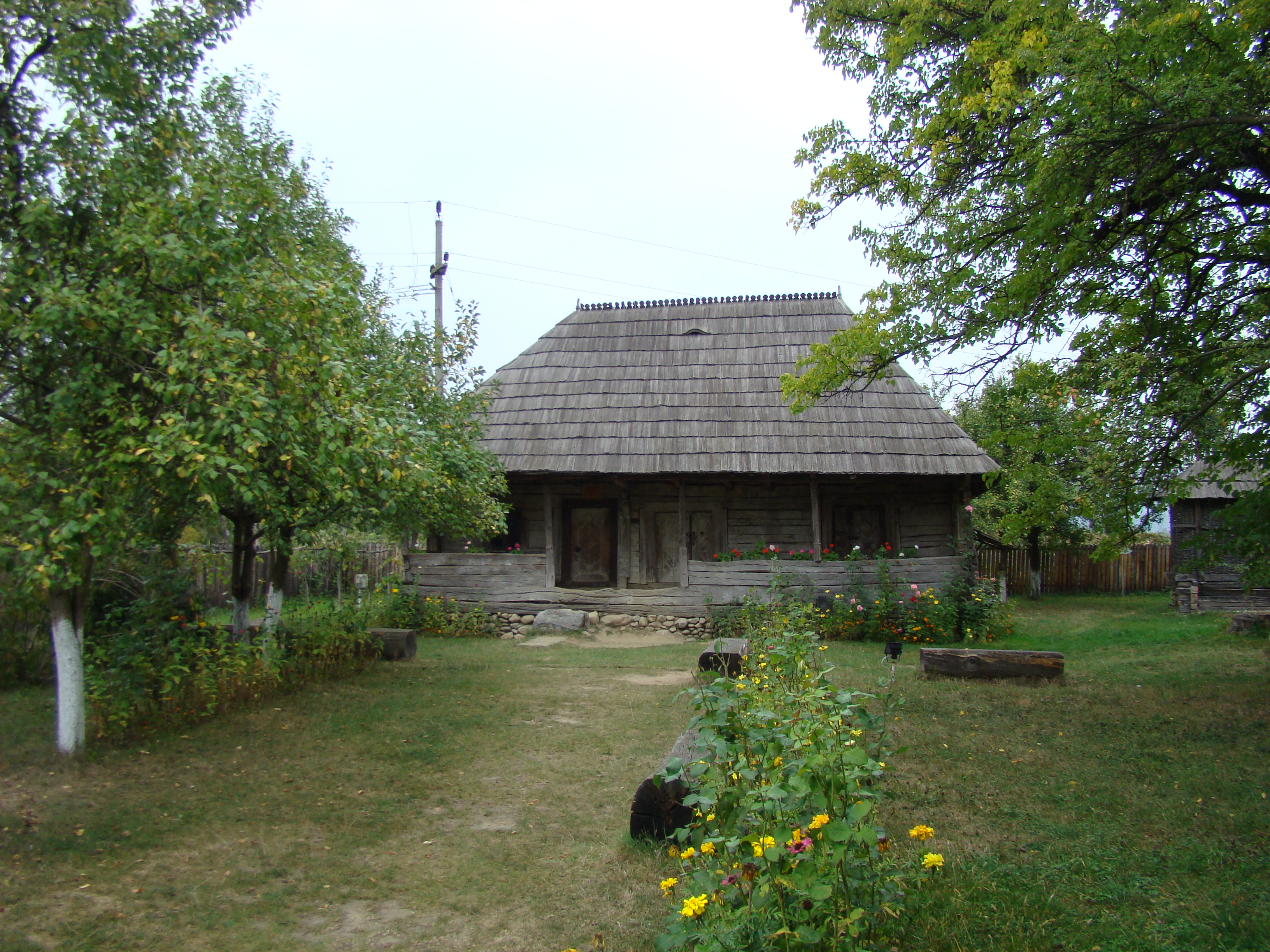
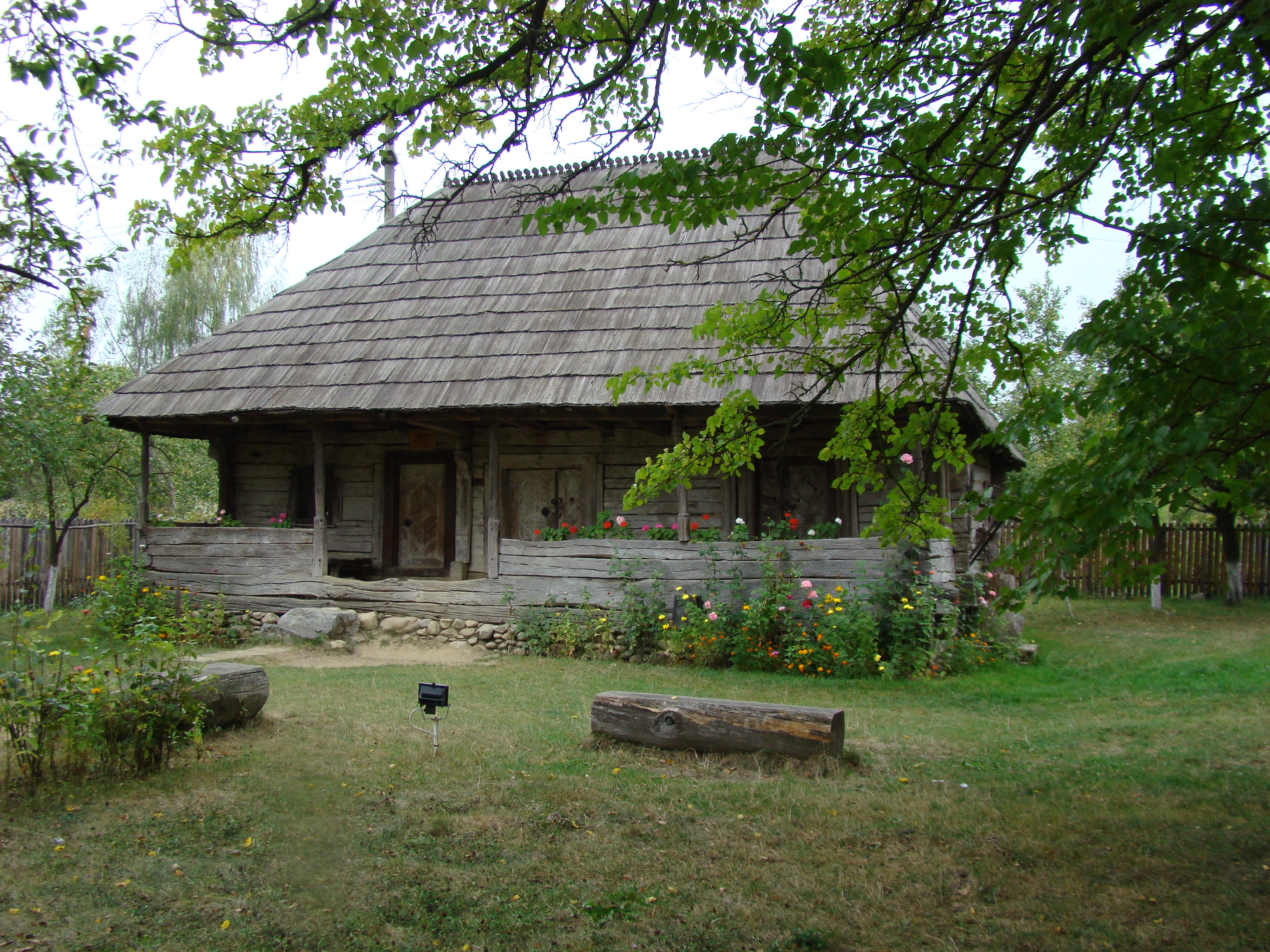
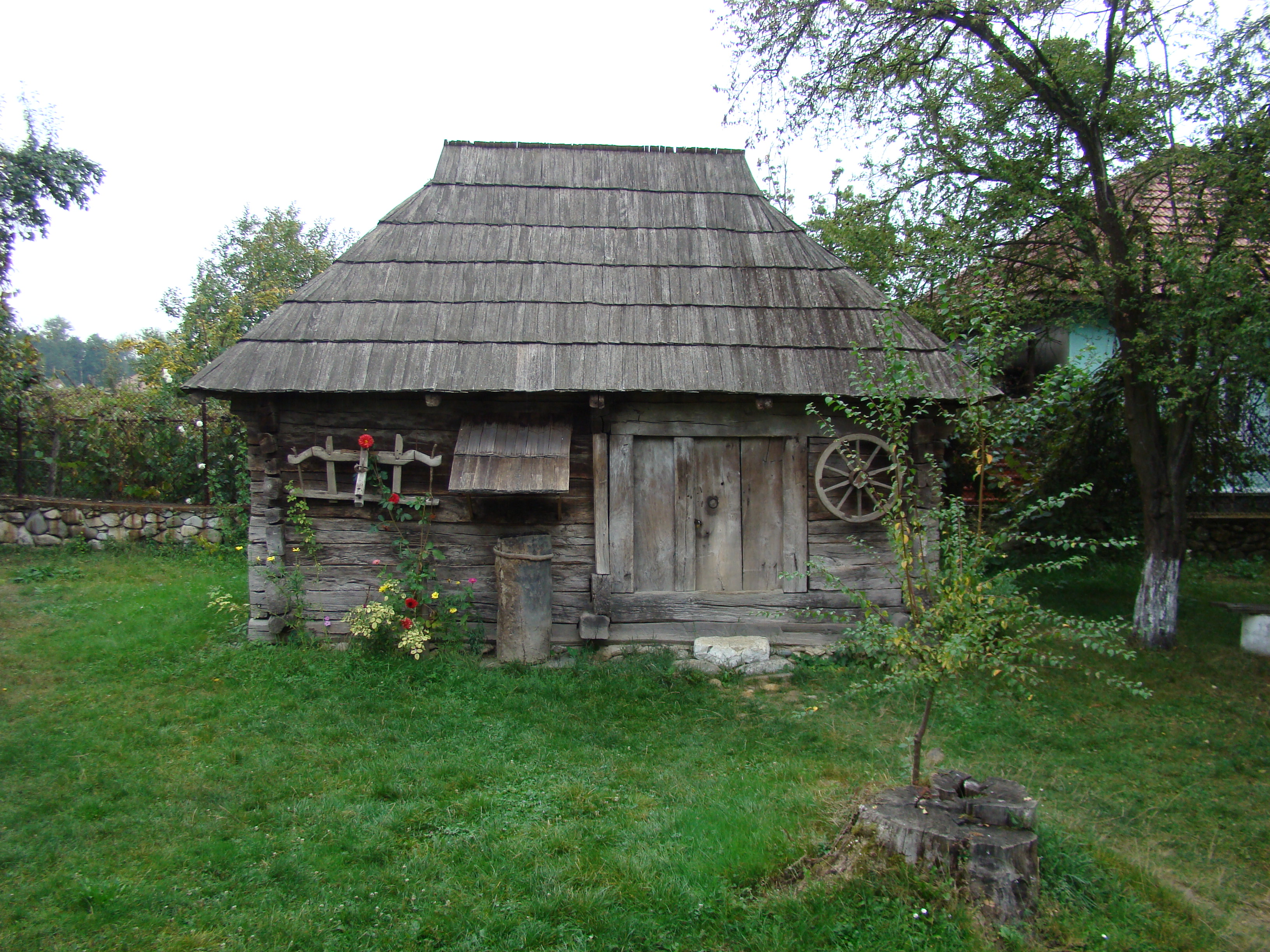